# Порчія
Порчія (італ. Porcia, вен. Porcia) — муніципалітет в Італії, у регіоні Фріулі-Венеція-Джулія,  провінція Порденоне.
Порчія розташована на відстані близько 460 км на північ від Рима, 100 км на захід від Трієста, 6 км на захід від Порденоне.
Населення — 15 349 осіб (2014).

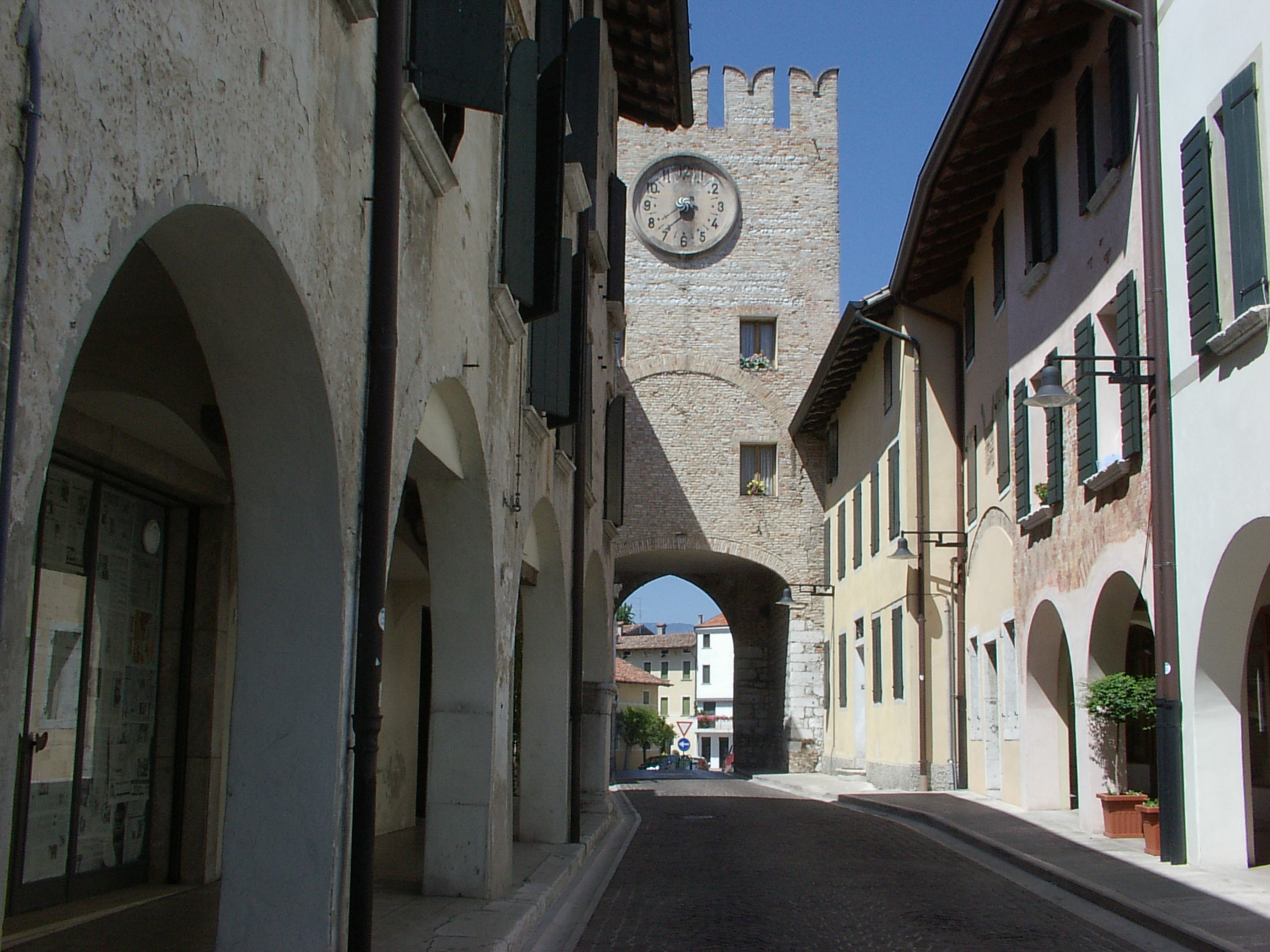

Щорічний фестиваль відбувається 23 квітня. Покровитель — святий Юрій.

## Демографія
Населення за роками:

Станом на 1 січня 2023 року в муніципалітеті офіційно проживало 1277 іноземців з 65 країн, серед них 535 громадян країн Євросоюзу та 65 громадян України.

## Сусідні муніципалітети
- Бруньєра
- Фонтанафредда
- Пазіано-ді-Порденоне
- Порденоне
- Прата-ді-Порденоне
- Ровередо-ін-П'яно